# Cissia
Genre

 Cissia  est un genre de papillons de la famille des Nymphalidae et de la sous-famille des Satyrinae, de la tribu des satyrini, de la sous-tribu des Euptychiina.

## Dénomination
- Le genre Cissia a été décrit par l'entomologiste Henry Doubleday (1808-1875) en 1848[1]
- L'espèce type est Papilio clarissa (Cramer), en fait aujourd'hui Cissia penelope (Fabricius, 1775).

### Synonymie
- Argyreuptychia (W.Forster, 1964) [2]
- Vareuptychia (W.Forster, 1964) [3]

## Taxinomie
Liste des espèces:
- Cissia cleophes (Godman & Salvin, 1889); présent au Mexique
- Cissia confusa (Staudinger, 1887); présent au Mexique, à Panama, en Colombie et en Équateur
- Cissia joyceae Singer, DeVries & Ehrlich, 1983; au Costa Rica
- Cissia labe (Butler, 1870); présent au Mexique, à Panama et en Équateur
- Cissia lesbia (Staudinger, [1886]); présent au Brésil et en Guyane,
- Cissia maripa Brévignon, 2005;  en Guyane
- Cissia moneta (Weymer, 1911); présent en Guyane
- Cissia myncea (Cramer, 1780); présent en Guyane, au Surinam, à Trinité-et-Tobago et au Brésil
- Cissia palladia (Butler, 1867); présent au Nicaragua, en Équateur, à Trinité-et-Tobago et au Brésil
- Cissia penelope (Fabricius, 1775); présent en Guyane, au Surinam, à Trinité-et-Tobago et au Brésil
- Cissia pompilia (C. & R. Felder, [1867]); présent au Mexique, au Honduras, en Colombie et au Venezuela.
- Cissia proba (Weymer, 1911); en Bolivie et au Pérou
- Cissia pseudoconfusa Singer, DeVries & Ehrlich, 1983; présent au Mexique, à Panama et au Costa Rica
- Cissia similis (Butler, 1867); présent au Mexique, en Colombie et au Guatemala
- Cissia terrestris (Butler, 1867); présent au Nicaragua et dans le bassin amazonien dont en Guyane
- Cissia themis (Butler, 1867); présent au Mexique et au Nicaragua

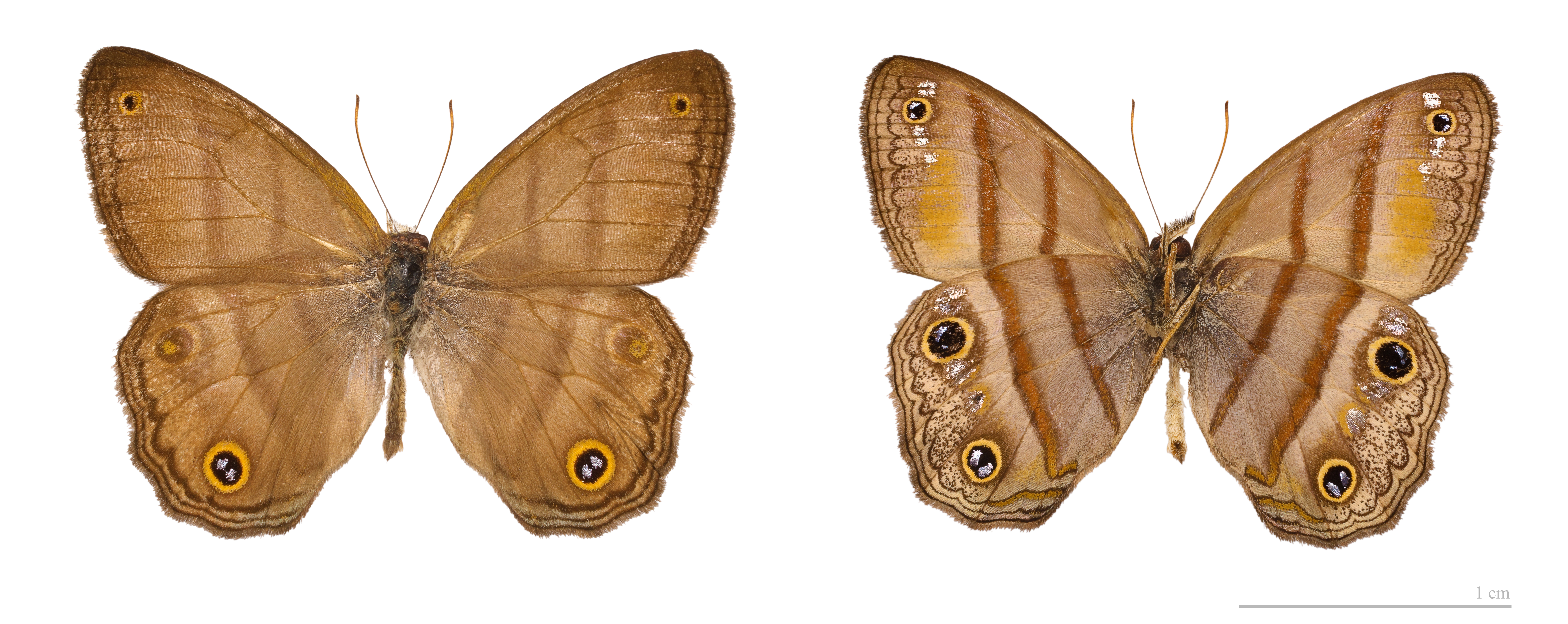
Cissia penelope - MHNT